# Forma indeterminada
En matemàtiques, s'anomena forma indeterminada a cadascuna de les expressions algebraiques següents que s'obtenen en el càlcul de límits:

{\displaystyle {\frac {0}{0}}\qquad {\frac {\infty }{\infty }}\qquad 0\cdot \infty \qquad 1^{\infty }\qquad 0^{0}\qquad \infty ^{0}\qquad +\infty -\infty }

Dues funcions que presenten la mateixa indeterminació poden tenir límits distints.
Els mètodes freqüents per evitar les indeterminacions són la regla de L'Hôpital, el teorema del sandvitx i l'aplicació de logaritmes.

## Exemple
La indeterminació {\displaystyle 0/0} apareix als següents límits:

{\displaystyle \lim _{x\to 1}{\frac {x^{2}-1}{\ln(x)}}={\frac {0}{0}}\qquad \lim _{x\to 1}{\frac {x-1}{\ln(x)}}={\frac {0}{0}}}

Però, aplicant la Regla de L'Hôpital, els límits d'aquestes funcions són distints:

{\displaystyle \lim _{x\to 1}{\frac {x^{2}-1}{\ln(x)}}=2\qquad \lim _{x\to 1}{\frac {x-1}{\ln(x)}}=1}

## Indeterminació1∞{\displaystyle 1^{\infty }}
Existeix una fórmula per evitar la indeterminació {\displaystyle 1^{\infty }}.
Siguin {\displaystyle f} i {\displaystyle g} dues funcions amb límits {\displaystyle 1} i {\displaystyle \infty } quan {\displaystyle x\to a} (sent {\displaystyle a\in \mathbb {R} \cup \{\pm \infty \}}), aleshores

{\displaystyle \lim _{x\to a}f(x)^{g(x)}=1^{\infty }}

En aquest cas, 

{\displaystyle \lim _{x\to a}f(x)^{g(x)}=\lim _{x\to a}e^{g(x)\cdot (f(x)-1)}}

Per exemple,

{\displaystyle \lim _{x\to +\infty }\left(1+{\frac {1}{2^{x}}}\right)^{x}=1^{+\infty }}

Aplicant la fórmula, 

{\displaystyle \lim _{x\to +\infty }\left(1+{\frac {1}{2^{x}}}\right)^{x}=\lim _{x\to +\infty }e^{\frac {x}{2^{x}}}=e^{0}=1}

## Indeterminació∞/∞{\displaystyle \infty /\infty }
- Comparació de funcions: en els quocients de funcions que tendeixen a infinit, es pot predir el resultat del límit comparant el creixement de les funcions (en realitat, el que es compara és el grau dels infinits).[2] Per exemple,

{\displaystyle \lim _{x\to +\infty }{\frac {x}{e^{x}}}={\frac {+\infty }{+\infty }}}

Com que la funció exponencial creix més ràpid que un monomi, l'infinit del denominador és major, per la qual cosa el límit és 0:

{\displaystyle \lim _{x\to +\infty }{\frac {x}{e^{x}}}=0}

Si és major el creixement del numerador, el límit és infinit, per exemple:

{\displaystyle \lim _{x\to +\infty }{\frac {x}{\ln(x)}}=+\infty }

- Quocient de polinomis: quan {\displaystyle x\to \infty }, apareix la indeterminació {\displaystyle \infty /\infty } en el límit dels quocients de polinomis. Es pot predir el límit comparant els graus dels polinomis: Siguin {\displaystyle P(x)} i {\displaystyle Q(x)} dos polinomis amb graus {\displaystyle \delta P} i {\displaystyle \delta Q}, respectivament, aleshores:[3]

{\displaystyle \lim _{x\to +\infty }{\frac {P(x)}{Q(x)}}={\begin{cases}0{\text{ si }}\delta Q>\delta P\\p/q{\text{ si }}\delta P=\delta Q\\\pm \infty {\text{ si }}\delta P>\delta Q\\\end{cases}}}

sent {\displaystyle p} i {\displaystyle q} els coeficients principals del polinomis {\displaystyle P(x)} i {\displaystyle Q(x)}, respectivament.
En el tercer cas, {\displaystyle \delta P>\delta Q}, el signe de l'infinit és {\displaystyle signe(p/q)}.
En el cas {\displaystyle x\to -\infty }, es procedeix de manera semblant.

## Indeterminació∞−∞{\displaystyle \infty -\infty }
Aquesta indeterminació es pot evitar, normalment, operant al límit.
Per exemple, 

{\displaystyle \lim _{x\to 0}{\frac {1}{x}}-{\frac {1+x}{x^{2}}}=\pm \infty -\infty }

Però, 

{\displaystyle \lim _{x\to 0}{\frac {1}{x}}-{\frac {1+x}{x^{2}}}=\lim _{x\to 0}-{\frac {1}{x^{2}}}=-\infty }

## Indeterminació∞0{\displaystyle \infty ^{0}}
Aquesta indeterminació es sol evitar aplicant les propietats dels logaritmes.
Per exemple, 

{\displaystyle \lim _{x\to +\infty }x^{\frac {1}{x}}=\lim _{x\to +\infty }e^{\frac {\ln(x)}{x}}=e^{0}=1}

## Taula de formes indeterminades
La següent taula conté les formes indeterminades i les transformacions necessàries per poder aplicar la regla de L'Hôpital.
| Forma indeterminada                               | Condicions                                                                | Transformació a 0/0                                                                             | Transformació a ∞/∞                                                                         |
| ------------------------------------------------- | ------------------------------------------------------------------------- | ----------------------------------------------------------------------------------------------- | ------------------------------------------------------------------------------------------- |
| {\displaystyle \qquad {\frac {0}{0}}}             | {\displaystyle \lim _{x\to c}f(x)=0,\ \lim _{x\to c}g(x)=0\!}             | —                                                                                               | {\displaystyle \lim _{x\to c}{\frac {f(x)}{g(x)}}=\lim _{x\to c}{\frac {1/g(x)}{1/f(x)}}\!} |
| {\displaystyle \qquad {\frac {\infty }{\infty }}} | {\displaystyle \lim _{x\to c}f(x)=\infty ,\ \lim _{x\to c}g(x)=\infty \!} | {\displaystyle \lim _{x\to c}{\frac {f(x)}{g(x)}}=\lim _{x\to c}{\frac {1/g(x)}{1/f(x)}}\!}     | —                                                                                           |
| {\displaystyle \qquad 0\cdot \infty }             | {\displaystyle \lim _{x\to c}f(x)=0,\ \lim _{x\to c}g(x)=\infty \!}       | {\displaystyle \lim _{x\to c}f(x)g(x)=\lim _{x\to c}{\frac {f(x)}{1/g(x)}}\!}                   | {\displaystyle \lim _{x\to c}f(x)g(x)=\lim _{x\to c}{\frac {g(x)}{1/f(x)}}\!}               |
| {\displaystyle \qquad 1^{\infty }}                | {\displaystyle \lim _{x\to c}f(x)=1,\ \lim _{x\to c}g(x)=\infty \!}       | {\displaystyle \lim _{x\to c}f(x)^{g(x)}=\exp \lim _{x\to c}{\frac {\ln f(x)}{1/g(x)}}\!}       | {\displaystyle \lim _{x\to c}f(x)^{g(x)}=\exp \lim _{x\to c}{\frac {g(x)}{1/\ln f(x)}}\!}   |
| {\displaystyle \qquad 0^{0}}                      | {\displaystyle \lim _{x\to c}f(x)=0^{+},\lim _{x\to c}g(x)=0\!}           | {\displaystyle \lim _{x\to c}f(x)^{g(x)}=\exp \lim _{x\to c}{\frac {g(x)}{1/\ln f(x)}}\!}       | {\displaystyle \lim _{x\to c}f(x)^{g(x)}=\exp \lim _{x\to c}{\frac {\ln f(x)}{1/g(x)}}\!}   |
| {\displaystyle \qquad \infty ^{0}}                | {\displaystyle \lim _{x\to c}f(x)=\infty ,\ \lim _{x\to c}g(x)=0\!}       | {\displaystyle \lim _{x\to c}f(x)^{g(x)}=\exp \lim _{x\to c}{\frac {g(x)}{1/\ln f(x)}}\!}       | {\displaystyle \lim _{x\to c}f(x)^{g(x)}=\exp \lim _{x\to c}{\frac {\ln f(x)}{1/g(x)}}\!}   |
| {\displaystyle \qquad \infty -\infty }            | {\displaystyle \lim _{x\to c}f(x)=\infty ,\ \lim _{x\to c}g(x)=\infty \!} | {\displaystyle \lim _{x\to c}(f(x)-g(x))=\lim _{x\to c}{\frac {1/g(x)-1/f(x)}{1/(f(x)g(x))}}\!} | {\displaystyle \lim _{x\to c}(f(x)-g(x))=\ln \lim _{x\to c}{\frac {e^{f(x)}}{e^{g(x)}}}\!}  |